# Maria Henriette von Österreich-Teschen

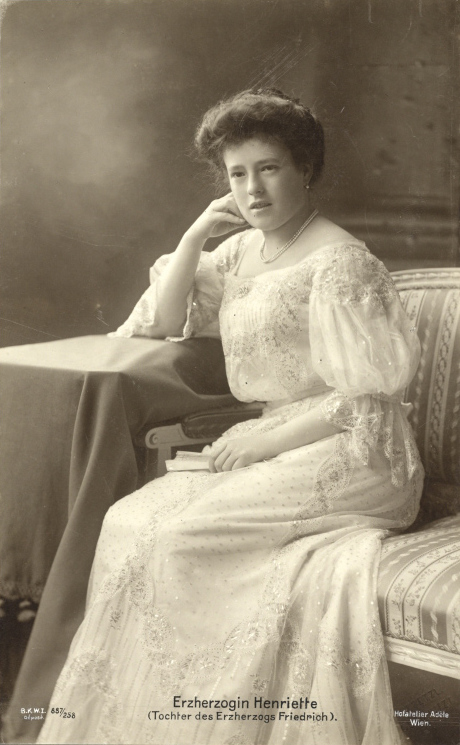
Maria Henriette von Österreich-Teschen, 1908

Maria-Henriette von Österreich, mit vollem Namen Maria Henriette Caroline Gabriele, Erzherzogin von Österreich-Teschen (* 10. Jänner 1883 in Preßburg; † 2. September 1956 in Mariazell), war eine habsburgische Adelige.

## Leben
Maria-Henriette war die dritte Tochter des Erzherzogs Friedrich von Österreich-Teschen und Isabella von Croÿ-Dülmen. Das Ehepaar hatte zwischen 1879 und 1897 insgesamt acht Töchter, bevor 1897 der Sohn Albrecht geboren wurde.

Die Familie lebte bis 1905 überwiegend im Palais Grassalkovich in Preßburg, die Sommer verbrachten sie meist auf einem ihrer zahlreichen Güter. Maria Henriette war auch das erste Kind des Ehepaares, welches in diesem Palais geboren wurde. Bei ihrer Geburt muss es sich um eine schwere Geburt gehandelt haben, da die Taufe – gem. Preßburger Zeitung – mehrmals verschoben werden musste. Jedoch am 22. Januar 1883 wurde sie – den Gepflogenheiten der Zeit viel zu spät – vollzogen. Die Preßburger Zeitung schreibt, wie folgt darüber:

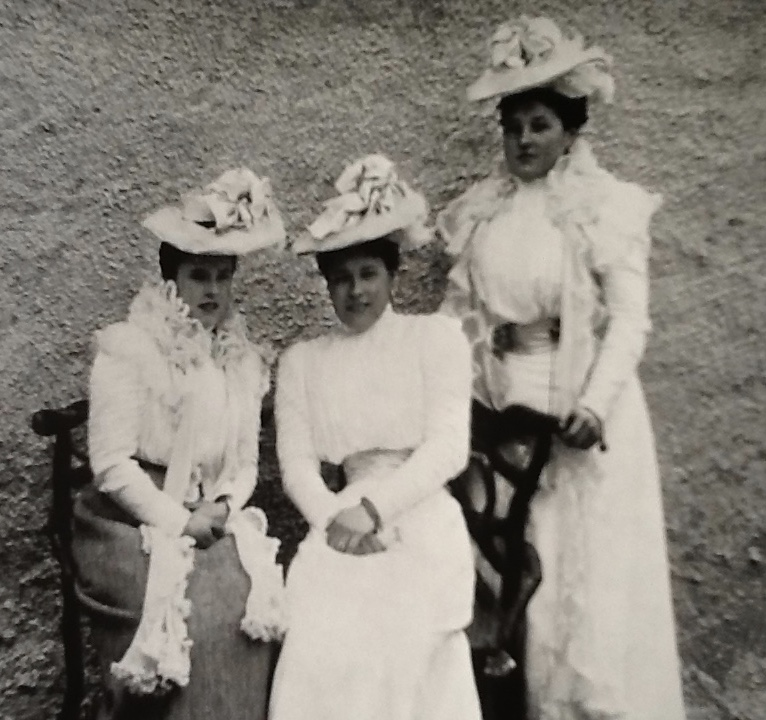
Die drei ältesten Töchter Friedrichs von Österreich-Teschen; v. l. n. r.: Maria Christina (1879–1962), Maria Anna (1882–1940), Henriette (1883–1956). Zeitgenössische Fotografie um 1900–1905.

Heute um 1/2 11 Uhr Vormittags fand in feierlicher Weise die Taufe der neugeborenen Frau Erzherzogin in großem Saale des Palais Grassalkovich statt, in welchem ein großer prachtvoll geschmückter Altar errichtet war. Punkt 1/2 11 öffneten sich die Saalthüren, an denen erzherzogliche Lakaien in Gallauniform postiert waren und herein bewegte sich der glänzende Taufzug  unter Vorantritt Sr. k. u. k. Hoheit des Herrn Erzherzogs Albrecht, diesem folgte Erzherzog Rainer, Erzherzog Friedrich und die Taufpatin der neugeborenen Frau Erzherzogin, die Erzherzogin Marie auf den Armen den Täufling haltend. (...) Bischof Heiller nahm nun nach vorhergegangenen weihevollen Rede SUB INFULA und mit dem Hirtenstab den Taufakt vor (...) Die Frau Erzherzogin-Mutter wohnte in einem Fauteuil ruhend, bei geöffneten Thüre in dem Nebenraum der kirchlichen Handlung bei.
Prinzessin Maria-Henriette heiratete am 3. Juni 1908 Prinz Gottfried Maximilian Maria zu Hohenlohe-Schillingfürst. Die Trauung fand in der gotischen Schlosskapelle von Schloss Weilburg bei Baden in Niederösterreich statt. An der Trauungszeremonie nahm Kaiser Franz Joseph I. sowie der gesamte Hof teil. Die Einsegnung wurde vom Beichtvater Kaiser Franz Josephs vom Hofburgpfarrer Bischof Laurentius Mayer vollzogen.
Henriettes Ehemann war der Sohn von Fürst Konstantin zu Hohenlohe-Schillingsfürst und Marie zu Hohenlohe-Schillingsfürst, geborene Sayn-Wittgenstein, und Neffe des deutschen Reichskanzlers Chlodwig zu Hohenlohe-Schillingsfürst. Der Ehemann Gottfried Maximilian war vor dem Ersten Weltkrieg österreichischer Botschafter in Berlin.
Henriette von Österreich-Teschen starb am 2. September 1956 in Mariazell und wurde dort auch bestattet.

## Nachkommen
Das Ehepaar hatte drei Kinder:

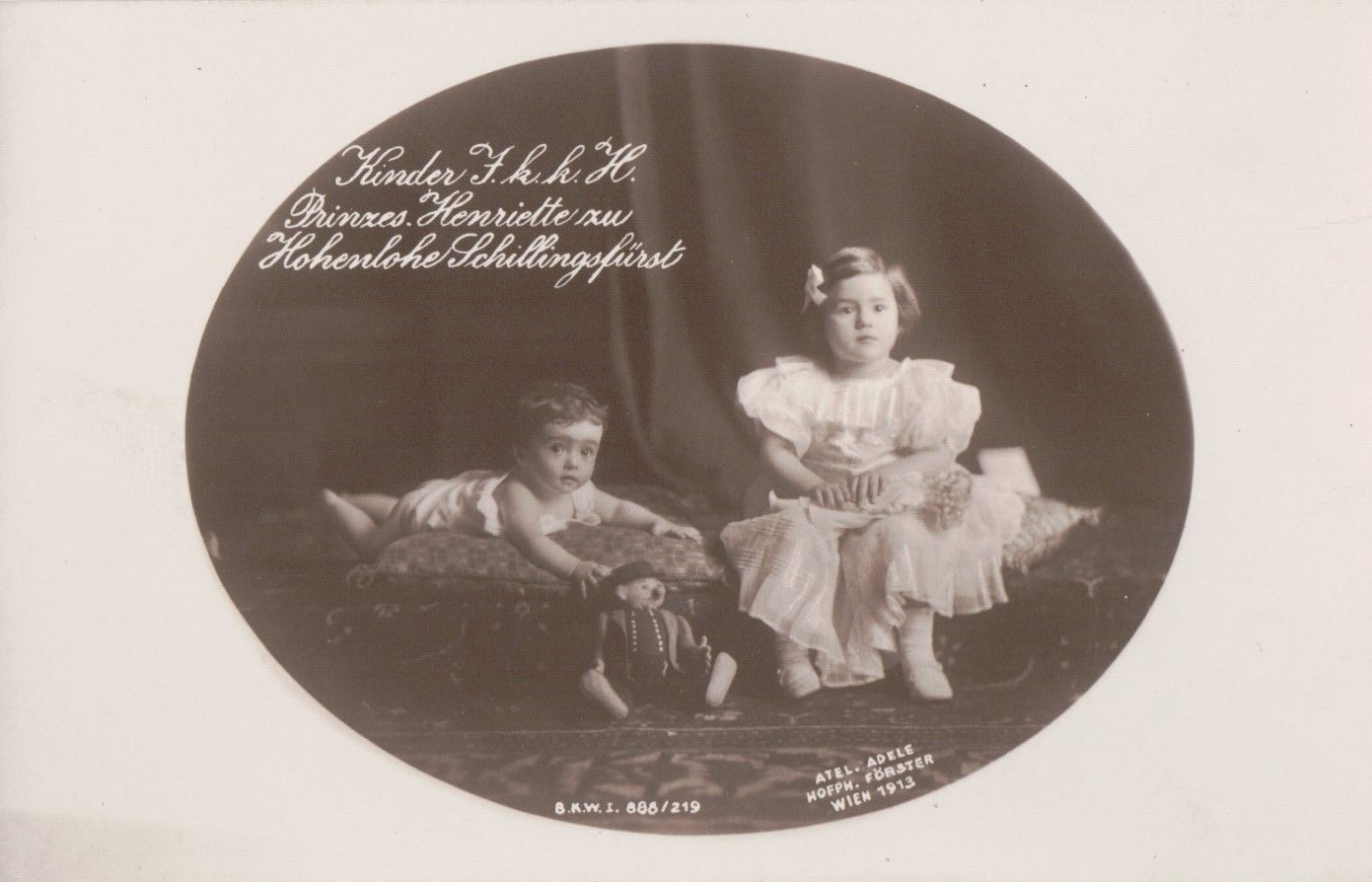
Prinzessin Maria Henriettes Töchter Natalie (links) und Elisabeth, um 1913

- Elisabeth von Hohenlohe-Waldenburg-Schillingfürst (* 27. September 1909; † 30. März 1987)
- Natalie von Hohenlohe-Waldenburg-Schillingfürst (* 28. Juli 1911; † 11. März 1989)
- Friedrich von Hohenlohe-Waldenburg-Schillingfürst (* 18. Februar 1913; † ? Dezember 1945); er kam als deutscher Soldat in sowjetische Kriegsgefangenschaft und starb im Lager LAZ, Twikbuli bei Kutaissi im Kaukasus (heute Georgien) im Alter von 32 Jahren.[9]